# Issa Sall
Pour les articles homonymes, voir Sall.
El Hadj Issa Sall est un universitaire et homme politique sénégalais. Élu député en juillet 2017, il est le candidat à l'élection présidentielle de 2019 du Parti de l'unité et du rassemblement (PUR).

## Biographie
En 1995, Issa Sall devient docteur en informatique. En 1998, il fonde l'université du Sahel dont il est toujours le président en 2019.
Il est tête de liste nationale du Parti de l'unité et du rassemblement aux élections législatives de 2017 où le parti décroche trois sièges. Le 8 décembre 2018, il est investi par le PUR pour l'élection présidentielle de 2019. Sa candidature est validée par le conseil constitutionnel le 20 janvier.